# Кад странац позове
Кад странац позове (енгл. When a Stranger Calls) је амерички хорор филм из 1979. режисера Фреда Валтона, са Чарлсом Дурнингом, Керол Кејн, Колин Деухартс и Тонијем Беклијем у главним улогама. Филм је са зарадом већом од 20.000.000 $, веома успешан, а 1993. добио је такође веома успешан наставак под називом Кад странац узврати позив. Године 2006. је снимљен римејк филма под истим називом.
Прича за филм настала је по узору на тадашњу урбану легенду о бебиситерки и човеку који се крије на спрату, а и филм из 1974, Црни Божић, имао је утицаја. Првих 20 минута филма су послужили за настајање целог римејка, а по мишљењу критичара првих 20 минута су убедљиво најбољи и најстрашнији део филма.

## Радња
Господин и госпођа Мандракис позвали су младу девојку, Џил Џонсон, да им причува децу док су они на вечери. Међутим, Џил почиње да добија позиве од непознате особе, која би је стално питала: Јеси ли проверила децу? Џил пријављује позиве полицији кад јој особа с друге стране телефонске линије каже да жели њену крв свуда по себи. Када од полиције сазнаје да позиви долазе из исте куће, Џил бежи главом без обзира. Испоставља се да је то био помахнитали Курт Данкан, који је својим рукама распорио децу коју је Џил требало да чува. Пуно времена касније, Данкан побегне из психијатријске болнице и оно што жели више од свега је да убије и Џил и њену породицу, коју је у међувремену добила. Детектив Џон Клифорд даје све од себе да га пронађе и заустави.

## Улоге
| Глумац             | Улога                 |
| ------------------ | --------------------- |
| Чарлс Дурнинг      | Џон Клифорд           |
| Керол Кејн         | Џил Џонсон            |
| Колин Деухартс     | Трејси Фулер          |
| Тони Бекли         | Курт Данкан           |
| Кармен Аргенцијано | др Мандракис          |
| Рутанија Алда      | гђа Мандракис         |
| Вилијам Бојет      | водник Сакер          |
| Кирстен Ларкин     | Ненси                 |
| Рон О'Нил          | поручник Чарли Гарбер |
| Мајкл Чемпион      | Бил                   |
| Рејчел Робертс     | др Монк               |